# Girja
Girja (parfois appelé Harenfema) est un district (woreda) de la zone Guji de la région d'Oromia en Éthiopie. Il faisait partie de l'ancien woreda d'Adolana Wadera.
Son chef-lieu est Haren Fema.

## Démographie
Le recensement national de 2007 fait état d'une population totale pour ce woreda de 50 179, dont 25 198 hommes et 24 981 femmes ; 977 ou 1,95% de sa population étaient des citadins. La majorité des habitants se disent protestants, avec 34,98 % de la population déclarant observer cette croyance, tandis que 32,05 % de la population sont musulmans, et 12,24 % pratiquent des croyances traditionnelles,.
Avec 977 habitants en 2007, Harem Fema est la seule agglomération urbaine du woreda Girja.